# ابن حوقل

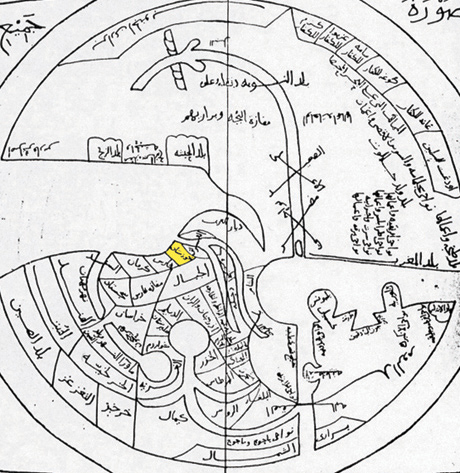
نقشه جهان ترسیم شده در سدهٔ دهم میلادی توسط ابن حوقل

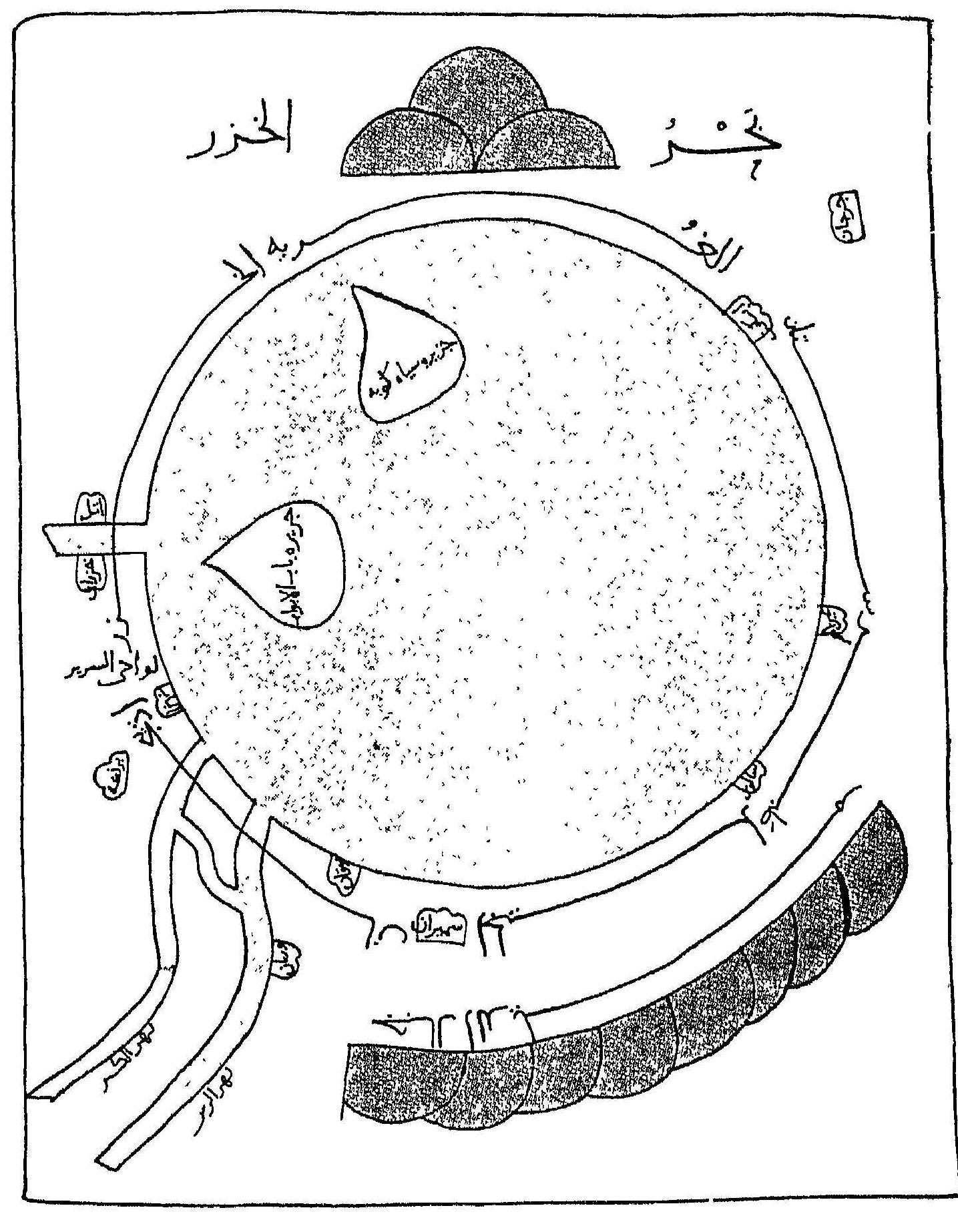
نقشه دریای خزر و موقعیت آذربایجان ترسیم شده در سدهٔ دهم میلادی توسط ابن حوقل

محمد بن علی بن حوقَل معروف به ابن حوقَل جغرافی‌دان عرب سدهٔ چهارم قمری است که در شهر نصیبین به دنیا آمد و در بغداد زندگی کرد. از جزئیات زندگی وی اطلاع چندانی در دست نیست. وی در نصیبین واقع در بین‌النهرین علیا زاده شد ولی تاریخ ولادتش معلوم نیست. عده‌ای حدس می‌زنند که ولادت وی باید سال‌ها پیش از ۳۲۰ ق بوده باشد. تاریخ مرگ او نیز در مآخذ موجود نیامده اما احتمالاً پس از ۳۶۷ ق بوده‌است. ابن حوقل تمایلات سیاسی به فاطمیون داشته‌است چنان‌که به گفتهٔ کراچکوفسکی، دوزی او را جاسوس فاطمیان دانسته‌است.
وی برای نوشتن کتب خود بر پایه مشاهداتش سفری را آغاز کرد. وی در طی این مسیر از شمال آفریقا به اسپانیا رفت و بعد از مرزهای جنوبی صحرا به مصر و مناطق شمالی قلمرو مسلمانان و آذربایجان و ارمنستان رفته‌است. وی مسافرت خود را به طرف شبه جزیره عربستان و عراق و خوزستان و فارس ادامه داده‌است و در ۳۵۸ ه‍.ق به خوارزم و ماوراءالنهر رسیده‌است. اما بعد از آن مسیر مسافرت او گم شده‌است و اطلاعی در مورد ادامه مسیر وی در دست نیست.
از دیگر آثار وی می‌توان به کتابی اشاره نمود که وی در مورد سیسیل نوشته‌است که مفقود گشته‌است و کتابی نیز در مورد قلمرو مسلمانان و با اقتباس از کتاب استخری و به نام «مسالک و الممالک» یا «صورة الارض» نگارش کرده‌است. ابن حوقل را تنها جغرافی‌دان مسلمان دانسته‌اند که از آثارش طرحی روشن ارائه کرده‌است.

## خوانش بیشتر
- James, Preston Everett. All Possible Worlds: A History of Geography. New York: Wiley, 1981.
- Uylenbroek, P. J. (1822). Specimen geographico-historicum exhibens dissertationem de Ibn Haukalo geographo, nec non descriptionem Iracae Persicae cum ex eo scriptore tum ex aliis mss. arabicis bibl. L.B. petitam. Lugduni Batavorum (Leiden): Luchtmans, S. et J. OCLC 905422872.
- Ibn Haukal (1873). "Viae et regna, descriptio ditionis moslemicae auctore Abu'l-Kasim Ibn Haukal".  In de Goeje, M. J. (ed.). Bibliotheca geographorum Arabicorum (به عربی و لاتین). Vol. 2. Lugdunum Batavorum (Leiden): Brill.
- Al-Istakhri, Abu Ishaq Ibrahim ibn Muhammad (1927),  Goeje, M. J. de (ed.), "Viae Regnorum descriptio ditionis Moslemicae auctore Abū Ishāk al-Fārisi al-Istakhri", Bibliotheca Geographorum Arabicorum (به عربی و لاتین), Lugdunum Batavorum (Leiden): Brill, 1
- Goeje, M. J. de, ed. (1870), "Indices, glossarium et addenda et emendanda ad Part I-III", Bibliotheca Geographorum Arabicorum (به عربی و لاتین), Lugdunum Batavorum (Leiden): Brill, 4
- Şeşen, Ramzan (1999). IBN HAVKAL (به ترکی استانبولی). Vol. 20 (Ibn Haldun - Ibnu'l Cezeri). TDV Encyclopedia of Islam. pp. 34–35. ISBN 9789753894470.